# DivX

نامواره DivX

DivX نام کدکی برای فشرده سازی و پخش فایل‌های ویدئویی بر اساس بخش ۲ استاندارد MPEG-۴ است.
شرکت DivX, Inc. به عنوان مُبدع و توزیع‌کننده این تکنولوژی اغلب از آن به عنوان ام‌پی‌تری برای ویدئو یاد می‌کند، که با توجه به حجم بسیار کم آن، کیفیت بسیار خوبی را ارائه می‌کند. رقیب این کدک، کدک مبدأ باز اکس‌وید است که توسعه آن با همان هسته رمزگذاری آغاز شد.